# Дрегенешть (Прахова)
Дрегенешть, Дрегенешті (рум. Drăgănești) — село у повіті Прахова в Румунії. Входить до складу комуни Дрегенешть.
Село розташоване на відстані 45 км на північ від Бухареста, 23 км на південний схід від Плоєшті, 106 км на південний схід від Брашова.

## Населення
За даними перепису населення 2002 року у селі проживали 1264 особи. Усі жителі села рідною мовою назвали румунську.
Національний склад населення села:
| Національність | Кількість осіб | Відсоток |
| -------------- | -------------- | -------- |
| румуни         | 1158           | 91,6%    |
| цигани         | 106            | 8,4%     |